# Габриэль, Жак
Жак Габриэль, также известный как Жак Габриэль Пятый (фр. Jacques Gabriel, Jacques Gabriel V, 1667, Париж — 23 апреля 1742, Париж) — французский архитектор. Отец архитектора Жак-Анж Габриэля.

## Семья архитекторов Габриэль
Жак Габриэль был потомком большой семьи французских архитекторов, имевших родственные узы с семьями Мансар и Де Кот. В истории искусства известны Жак Габриэль Старший (?—1628), сын каменщика Франсуа Габриэля, и сыновья Жака Старшего: Морис (1602—1649) и Жак Габриэль Второй (1605—1662). Сыновья Мориса, Жак Габриэль Третий (1637—1697) и Морис Габриэль Второй (1632—1693), были архитекторами «большого стиля» короля Людовика XIV. Сын Жака Второго Жак Четвёртый (1630—1686) и внук Жак Габриэль Пятый (1667—1742) — также королевские архитекторы. Сыном последнего был наиболее знаменитый из всех — архитектор Жак-Анж Габриэль.

## Биография
Сын двоюродного брата Жюля Ардуэна-Мансара, мастера-каменщика на службе Ведомства королевских построек (Bâtiments du Roi), Жак Габриэль Пятый в возрасте двадцати одного года был принят в генеральные контролёры этого же ведомства. Два года спустя, в 1689 году, ему было поручено сопровождать Робера де Кота, главного сотрудника Первого королевского архитектора Ардуэн-Мансара, в поездке по Италии. По возвращении он был назначен рядовым королевским архитектором. Проявив себя хорошим организатором строительных работ, он был принят в члены первой Королевской академии архитектуры, реорганизованной Ардуэн-Мансаром в 1699 году.
В декабре 1734 года Жак Габриэль сменил Робера де Кота в должности первого архитектора короля и не оставил эту обязанность до тех пор, пока его сын Жак-Анж Габриэль не смог унаследовать её в 1742 году, после его смерти. В 1735 году Жак Габриэль стал первым архитектором короля и директором Королевской академии архитектуры.
Пьер-Жан Мариетт, хорошо знавший Габриэля, писал о нём: «Он был экспертом в управлении зданиями, но не мог придумать ни малейшего украшения». Что касается украшений, то Габриэль оставил их Пьеру Лепотру, а после смерти последнего в 1716 году — Жану Оберу, своему коллеге по Ведомству королевских построек.
Жак Габриэль женился 26 февраля 1691 года на Мари-Анн Делеспин (Marie-Anne Delespine), дочери Никола II Делеспина (1642—1729), архитектора, и Юдит Фрейссен. От этого союза родилась Мария Анн Франсуаза Габриэль (ок. 1693—1773). Вторым браком Жак Габриэль женился 12 января 1698 года на Элизабет Бенье (ок. 1680—1719). От этого союза родилось десять детей, в том числе будущий архитектор Жак-Анж Габриэль.
Посвященный в рыцари в 1704 году, он был оруженосцем, сеньором де Мезьер.

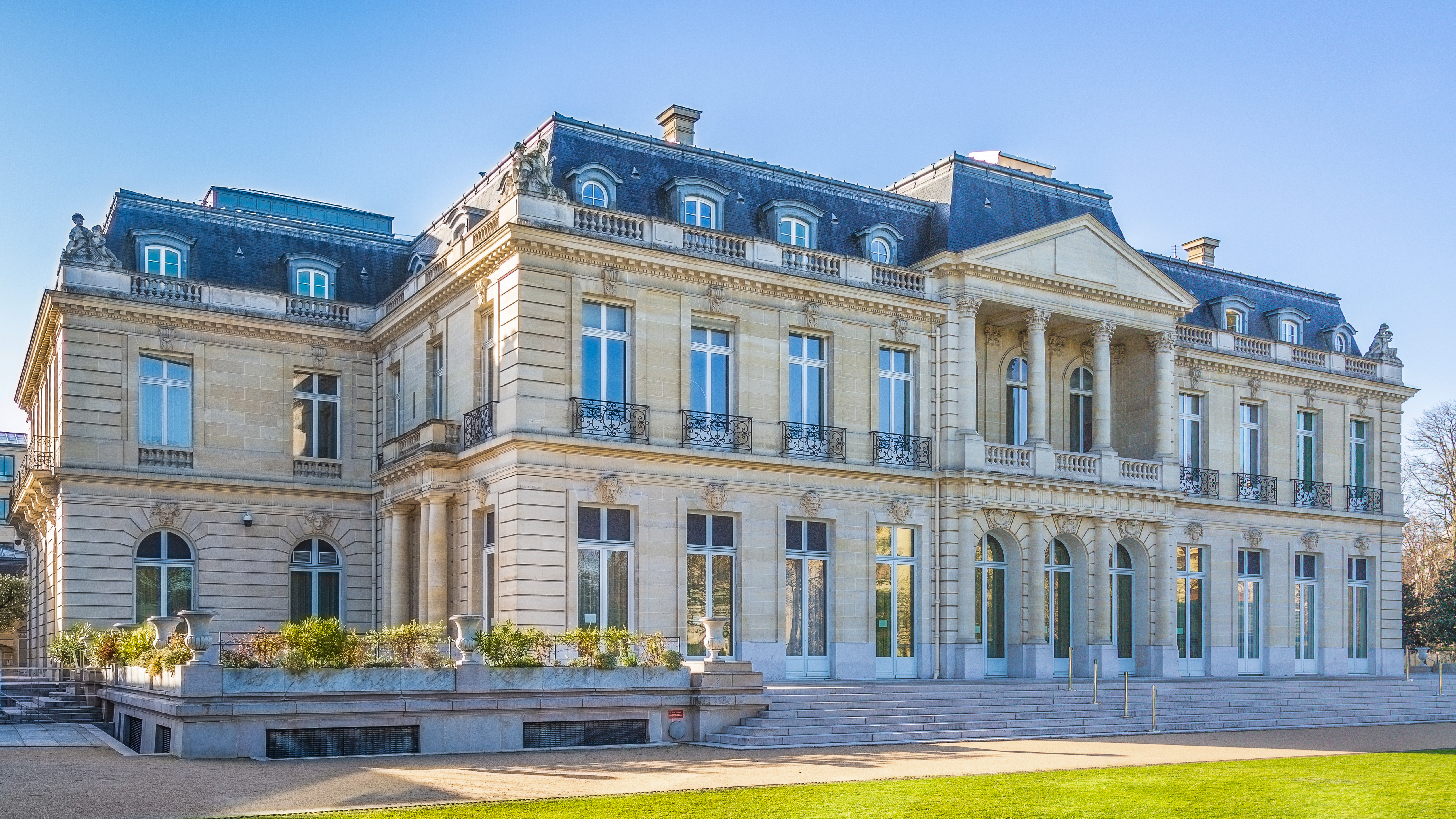
Шато Ла-Мюэтт. Париж (здание не сохранилось)
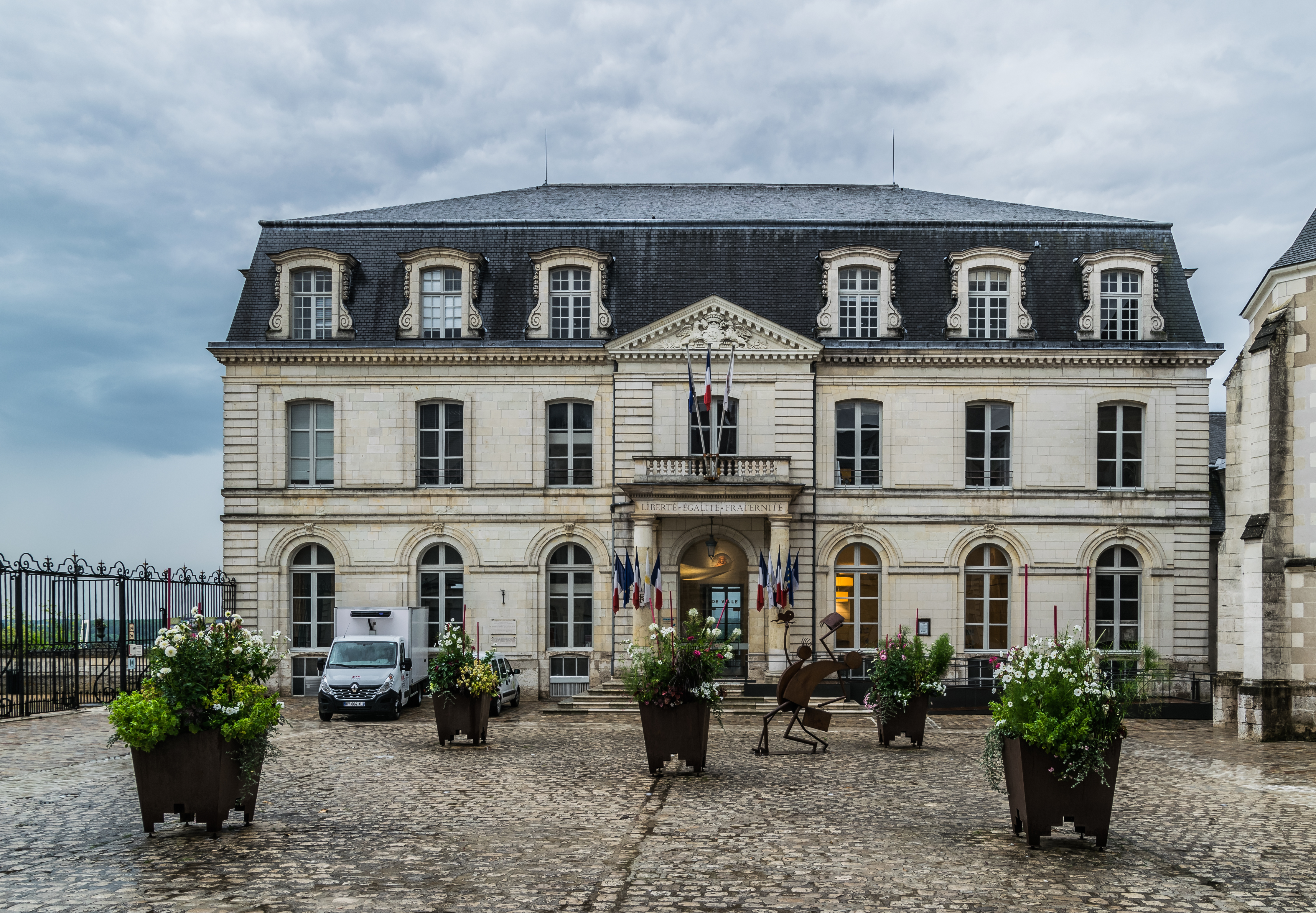
Отель де Виль (Здание Ратуши) в Блуа. 1700—1704
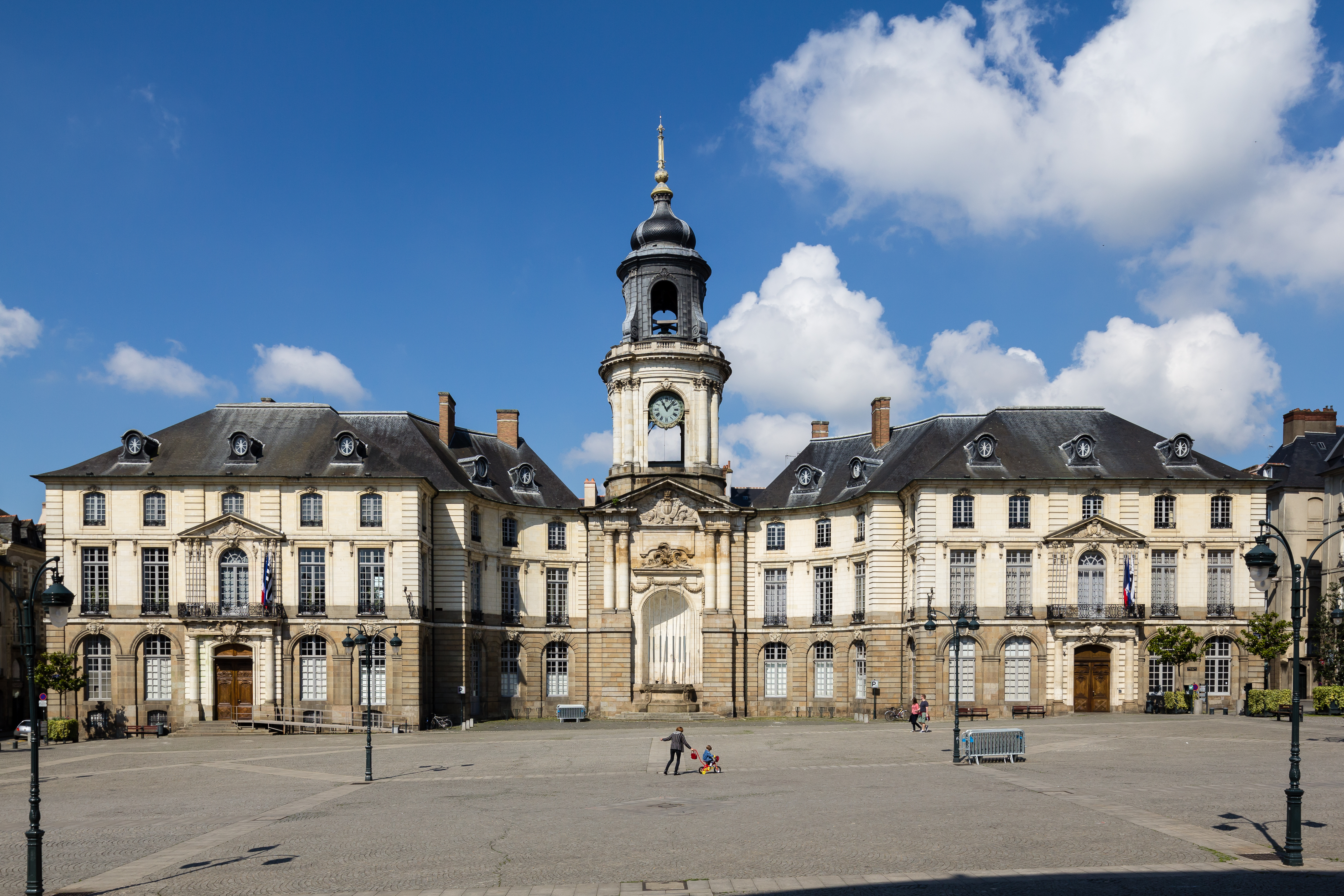
Ратуша в Ренне. Проект 1720 г.
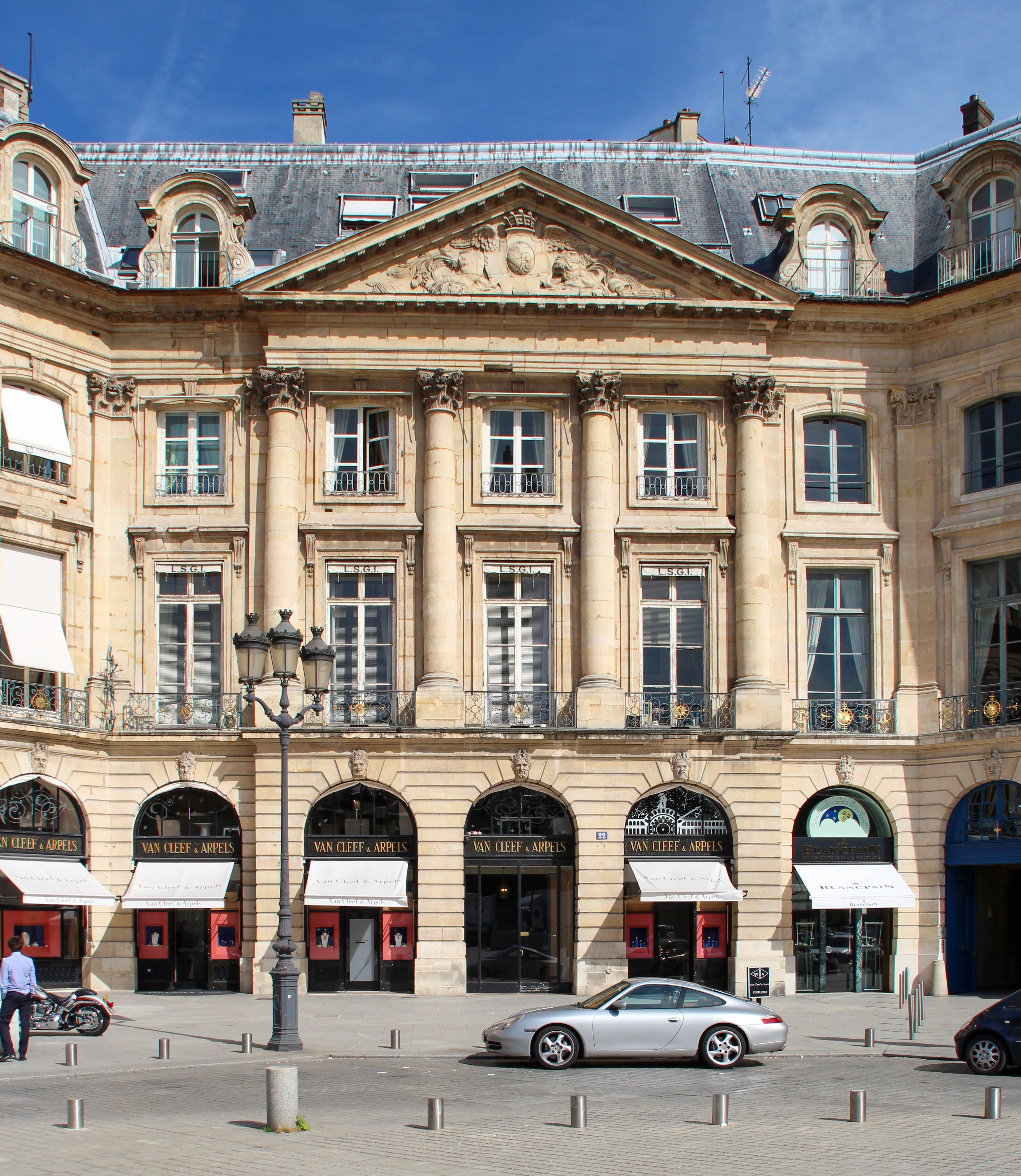
Отель де Сегюр. Вандомская площадь, Париж. 1718—1720
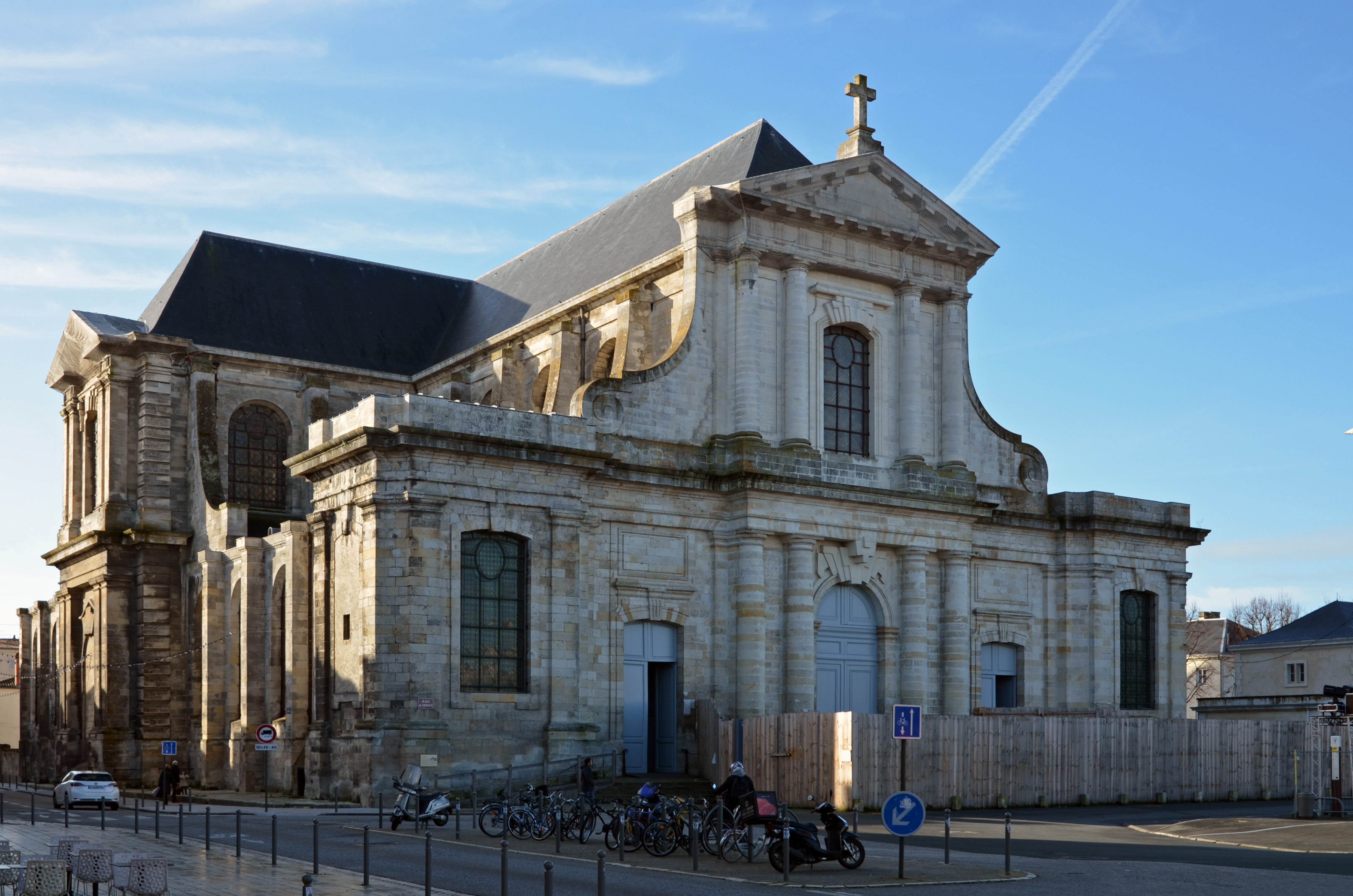
Собор Сен-Луи. Ла Рошель. 1742
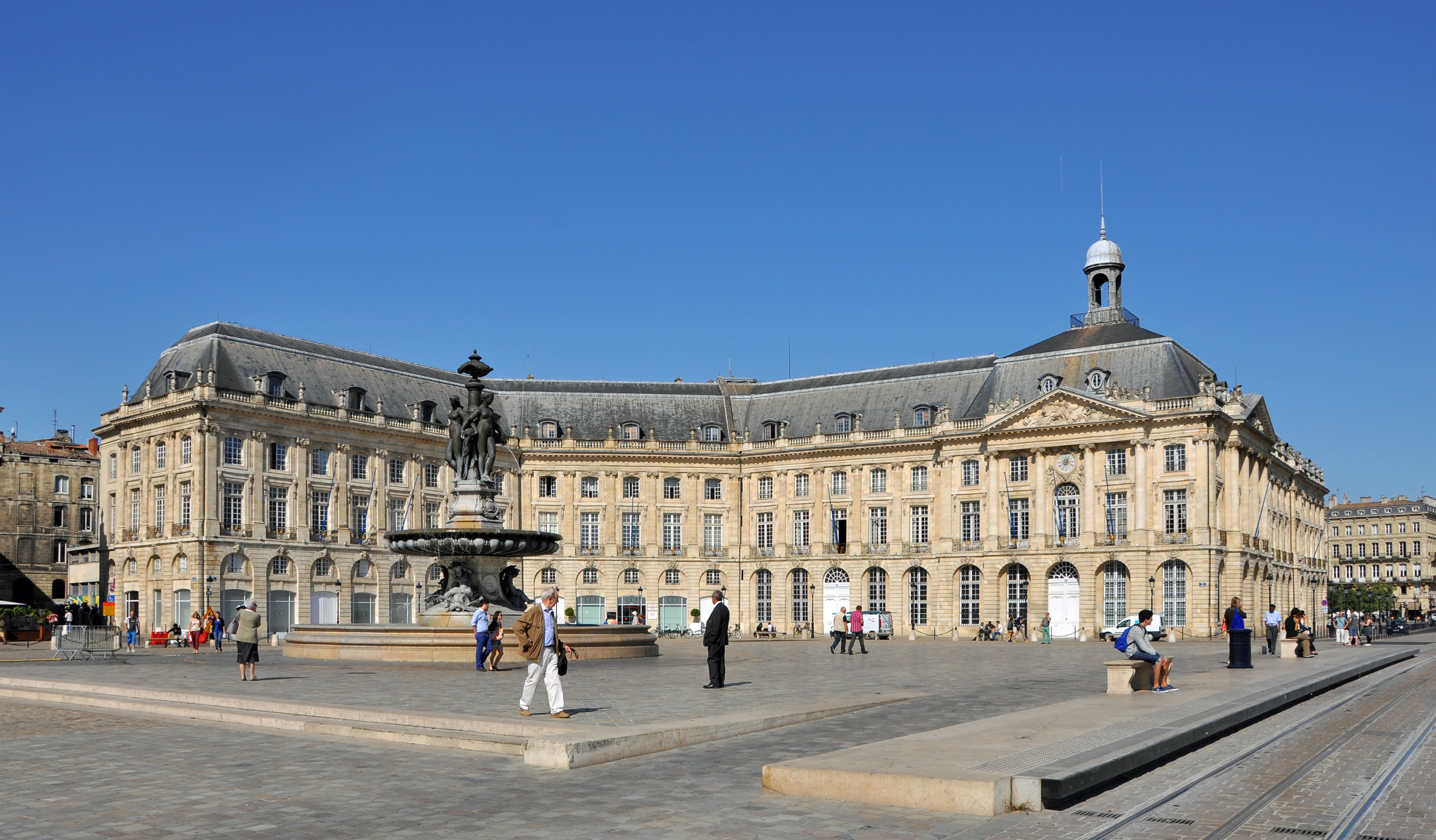
Биржевая площадь в Бордо. Проект 1735—1738. Завершено Жак-Анж Габриэлем в 1742—1749 гг.
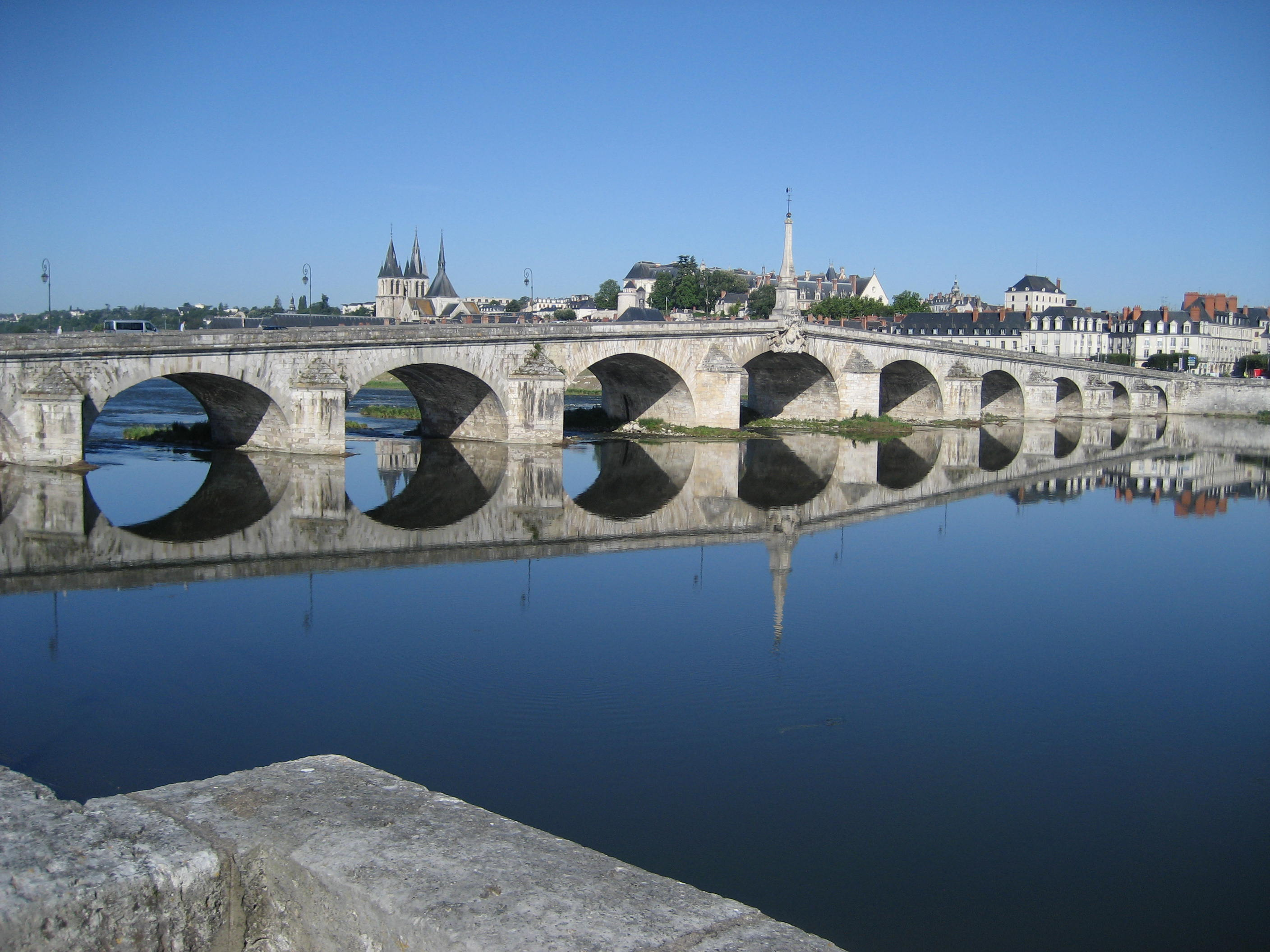
«Мост Жака Габриэля» в Блуа. 1716—1724

## Основные постройки
- Завершение строительства Дворца Бурбонов (начатое Л. Джардини), а также соседнего отеля де Лассе.
- Руководство строительством отеля Пейрен де Мора (de Biron). 1728—1731
- Отель де Варанжевиль. 1704
- Особняки на Вандомской площади
- Реконструкция замка Компьень (совместно с Жак-Анж Габриэлем)
- Фасады зданий Биржевой площади в Бордо
- Строительство ратуши Блуа. 1700—1704
- Реконструкция замка Пти-Бур в Эври
- Реконструкция ратушной площади и ратуши Ренна
- Дворец сословий Бургундии в Дижоне (лестница Габриэля)
- Северное крыло главного двора Национальной библиотеки в Париже